# Vader
 Denne artikel omhandler den amerikanske wrestler. Opslagsordet har også en anden betydning, se Vader (band).
Leon Allen White (født 14. maj 1955, død 18. juni 2018), bedre kendt under ringnavnet Big Van Vader eller Vader, var en amerikansk wrestler.
Vader blev kendt verden over, mens han wrestlede for World Championship Wrestling fra 1990 til 1995. Vader vandt WCW World Heavyweight Title tre gange og besejrede bl.a. Ric Flair, Sting, Cactus Jack og Davey Boy Smith. I 1995 udfordrede han Hulk Hogan til en titelkamp, men tabte. Senere samme år blev Vader fyret i WCW.
I 1996 debuterede Vader hos World Wrestling Federation, hvor han dog, med ikke nær så stor succes, wrestlede indtil 1998. Siden wrestlede Vader enkelte kampe af og til. I 2005 gjorde han kortvarigt comeback hos World Wrestling Entertainment, men uden succes.